# Screen Actors Guild Awards 2008

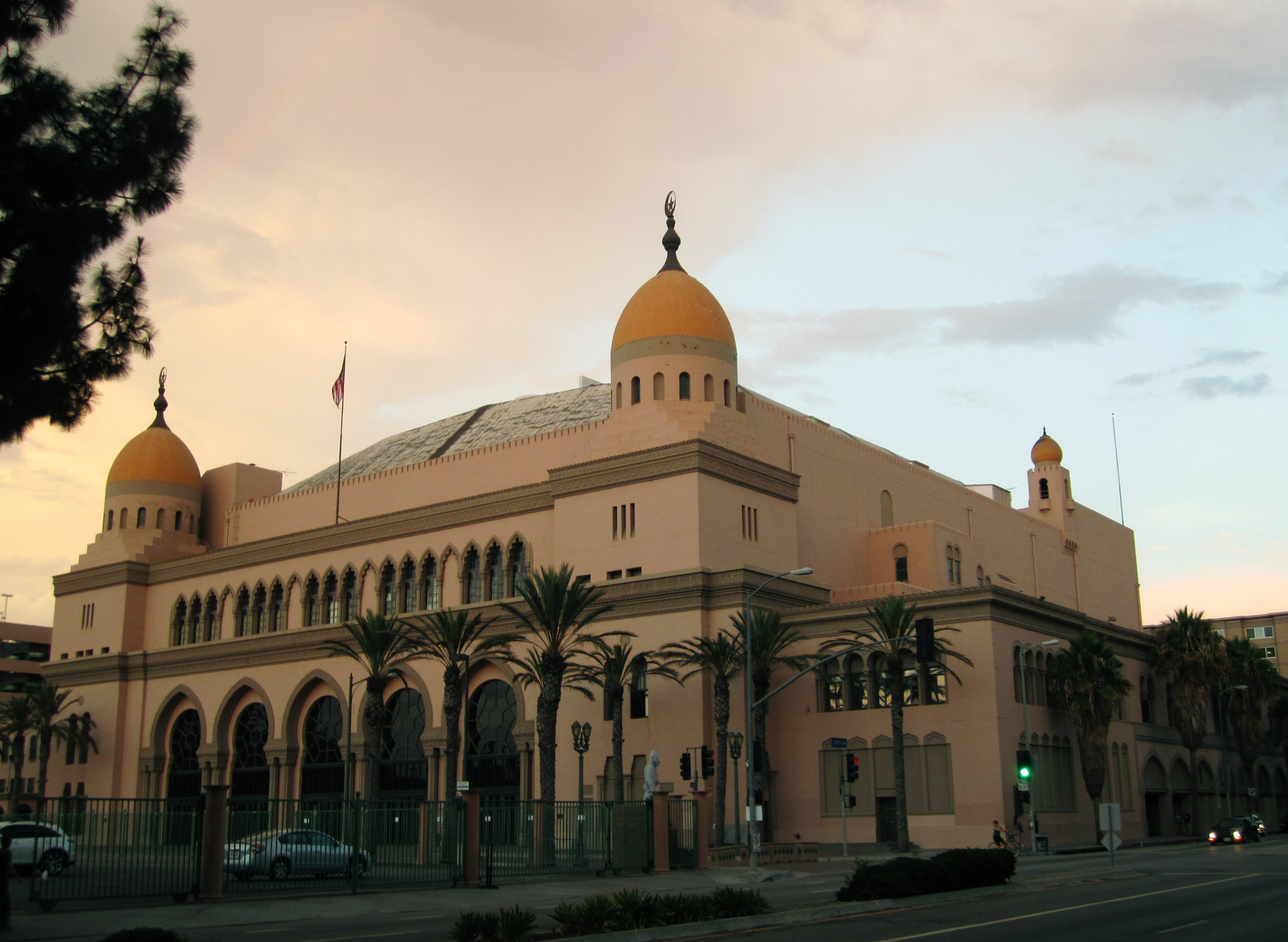
Das Shrine Exposition Center, Veranstaltungsort der Screen Actors Guild Awards 2008

Die 14. Verleihung der US-amerikanischen Screen Actors Guild Awards (englisch 14th Screen Actors Guild Awards), die die Screen Actors Guild jedes Jahr in den Bereichen Film (6 Kategorien) und Fernsehen (9 Kategorien) vergibt, fand am 27. Januar 2008 im Shrine Exposition Center in Los Angeles statt. Die so genannten SAG Awards ehren, im Gegensatz beispielsweise zum Golden Globe Award, nur Film-, Fernseh- und Ensembleschauspieler und gelten als Gradmesser für die bevorstehende Oscar-Verleihung. Gekürt werden die Sieger von den Mitgliedern der Screen Actors Guild, der man angehören muss, um in den Vereinigten Staaten als Schauspieler zu arbeiten.
Die Nominierten waren am 20. Dezember 2007 im Silver Screen Theater des Pacific Design Centers in West Hollywood von den Schauspielern Jeanne Tripplehorn und Terrence Howard bekanntgegeben worden. In den Vereinigten Staaten wurde die Verleihung live von den Kabelsendern TNT und TBS gezeigt.
Für sein Lebenswerk wurde der US-amerikanische Schauspieler Charles Durning gewürdigt.

## Gewinner und Nominierte im Bereich Film
| Film                   | N | A |
| ---------------------- | - | - |
| Into the Wild          | 4 | 0 |
| No Country for Old Men | 3 | 2 |
| Michael Clayton        | 3 | 0 |
| American Gangster      | 2 | 0 |

### Bester Hauptdarsteller
Daniel Day-Lewis – There Will Be Blood
George Clooney – Michael Clayton
Ryan Gosling – Lars und die Frauen (Lars and the Real Girl)
Emile Hirsch – Into the Wild
Viggo Mortensen – Tödliche Versprechen – Eastern Promises (Eastern Promises)

### Beste Hauptdarstellerin
Julie Christie – An ihrer Seite (Away from Her)
Cate Blanchett – Elizabeth – Das goldene Königreich (Elizabeth: The Golden Age)
Marion Cotillard – La vie en rose (La Môme)
Angelina Jolie – Ein mutiger Weg (A Mighty Heart)
Elliot Page – Juno

### Bester Nebendarsteller
Javier Bardem – No Country for Old Men
Casey Affleck – Die Ermordung des Jesse James durch den Feigling Robert Ford (The Assassination of Jesse James by the Coward Robert Ford)
Hal Holbrook – Into the Wild
Tommy Lee Jones – No Country for Old Men
Tom Wilkinson – Michael Clayton

### Beste Nebendarstellerin
Ruby Dee – American Gangster
Cate Blanchett – I’m Not There
Catherine Keener – Into the Wild
Amy Ryan – Gone Baby Gone – Kein Kinderspiel (Gone Baby Gone)
Tilda Swinton – Michael Clayton

### Bestes Schauspielensemble
No Country for Old Men

Javier Bardem, Josh Brolin, Garret Dillahunt, Tess Harper, Woody Harrelson, Tommy Lee Jones und Kelly Macdonald
Todeszug nach Yuma (3:10 to Yuma)
Christian Bale, Russell Crowe, Peter Fonda, Ben Foster, Logan Lerman, Gretchen Mol, Dallas Roberts, Vinessa Shaw und Alan Tudyk
American Gangster
Armand Assante, Josh Brolin, Russell Crowe, Ruby Dee, Chiwetel Ejiofor, Idris Elba, Cuba Gooding junior, Carla Gugino, John Hawkes, Ted Levine, Joe Morton, Lymari Nadal, John Ortiz, RZA, Yul Vazquez und Denzel Washington
Hairspray
Nikki Blonsky, Amanda Bynes, Paul Dooley, Zac Efron, Allison Janney, Elijah Kelley, Queen Latifah, James Marsden, Michelle Pfeiffer, Brittany Snow, Jerry Stiller, John Travolta und Christopher Walken
Into the Wild
Brian Dierker, Marcia Gay Harden, Emile Hirsch, Hal Holbrook, William Hurt, Catherine Keener, Jena Malone, Kristen Stewart und Vince Vaughn

### Bestes Stuntensemble
Das Bourne Ultimatum (The Bourne Ultimatum)
300
I Am Legend
Operation: Kingdom (The Kingdom)
Pirates of the Caribbean – Am Ende der Welt (Pirates of the Caribbean: At World’s End)

## Gewinner und Nominierte im Bereich Fernsehen
| Serie/Film           | N | A |
| -------------------- | - | - |
| Die Sopranos         | 3 | 3 |
| 30 Rock              | 3 | 2 |
| Ugly Betty           | 3 | 0 |
| The Office           | 2 | 1 |
| Boston Legal         | 2 | 0 |
| The Bronx Is Burning | 2 | 0 |
| The Closer           | 2 | 0 |
| Entourage            | 2 | 0 |
| Mad Men              | 2 | 0 |

### Bester Darsteller in einem Fernsehfilm oder Miniserie
Kevin Kline – As You Like It
Michael Keaton – The Company – Im Auftrag der CIA (The Company)
Oliver Platt – The Bronx Is Burning
Sam Shepard – Ruffian – Die Wunderstute (Ruffian)
John Turturro – The Bronx Is Burning

### Beste Darstellerin in einem Fernsehfilm oder Miniserie
Queen Latifah – Life Support
Ellen Burstyn – Oprah Winfrey präsentiert: Für einen Tag noch (Oprah Winfrey Presents: Mitch Albom’s For One More Day)
Debra Messing – The Starter Wife – Alles auf Anfang (The Starter Wife)
Anna Paquin – Begrabt mein Herz an der Biegung des Flusses (Bury My Heart at Wounded Knee)
Vanessa Redgrave – The Fever
Gena Rowlands – Göttlicher Zufall (What If God Were the Sun?)

### Bester Darsteller in einer Dramaserie
James Gandolfini – Die Sopranos (The Sopranos)
Michael C. Hall – Dexter
Jon Hamm – Mad Men
Hugh Laurie – Dr. House (House)
James Spader – Boston Legal

### Beste Darstellerin in einer Dramaserie
Edie Falco – Die Sopranos (The Sopranos)
Glenn Close – Damages – Im Netz der Macht (Damages)
Sally Field – Brothers & Sisters
Holly Hunter – Saving Grace
Kyra Sedgwick – The Closer

### Bester Darsteller in einer Comedyserie
Alec Baldwin – 30 Rock
Steve Carell – The Office
Ricky Gervais – Extras
Jeremy Piven – Entourage
Tony Shalhoub – Monk

### Beste Darstellerin in einer Comedyserie
Tina Fey – 30 Rock
Christina Applegate – Samantha Who?
America Ferrera – Ugly Betty
Mary-Louise Parker – Weeds – Kleine Deals unter Nachbarn (Weeds)
Vanessa Lynn Williams – Ugly Betty

### Bestes Schauspielensemble in einer Dramaserie
Die Sopranos (The Sopranos)

Greg Antonacci, Lorraine Bracco, Edie Falco, James Gandolfini, Dan Grimaldi, Robert Iler, Michael Imperioli, Arthur J. Nascarella, Steve Schirripa, Matt Servitto, Jamie-Lynn Sigler, Tony Sirico, Aida Turturro, Steven Van Zandt und Frank Vincent
Boston Legal
René Auberjonois, Candice Bergen, Julie Bowen, Saffron Burrows, Christian Clemenson, Taraji P. Henson, John Larroquette, William Shatner, James Spader, Tara Summers, Mark Valley, Gary Anthony Williams und Constance Zimmer
The Closer
G. W. Bailey, Michael Paul Chan, Raymond Cruz, Tony Denison, Robert Gossett, Phillip P. Keene, Gina Ravera, Corey Reynolds, Kyra Sedgwick, J. K. Simmons und Jon Tenney
Grey’s Anatomy
Justin Chambers, Eric Dane, Patrick Dempsey, Katherine Heigl, T. R. Knight, Chyler Leigh, Sandra Oh, James Pickens junior, Ellen Pompeo, Sara Ramírez, Elizabeth Reaser, Brooke Smith, Kate Walsh, Isaiah Washington und Chandra Wilson
Mad Men
Bryan Batt, Anne Dudek, Michael Gladis, Jon Hamm, Christina Hendricks, January Jones, Vincent Kartheiser, Robert Morse, Elisabeth Moss, Maggie Siff, John Slattery, Rich Sommer und Aaron Staton

### Bestes Schauspielensemble in einer Comedyserie
The Office

Leslie David Baker, Brian Baumgartner, Creed Bratton, Steve Carell, Jenna Fischer, Kate Flannery, Melora Hardin, Ed Helms, Mindy Kaling, Angela Kinsey, John Krasinski, Paul Lieberstein, B. J. Novak, Oscar Nuñez, Phyllis Smith und Rainn Wilson
30 Rock
Scott Adsit, Alec Baldwin, Katrina Bowden, Kevin Brown, Grizz Chapman, Tina Fey, Judah Friedlander, Jane Krakowski, Jack McBrayer, Tracy Morgan, Maulik Pancholy, Keith Powell und Lonny Ross
Desperate Housewives
Andrea Bowen, Ricardo Chavira, Marcia Cross, Dana Delany, James Denton, Nathan Fillion, Lyndsy Fonseca, Rachel G. Fox, Teri Hatcher, Zane Huett, Felicity Huffman, Kathryn Joosten, Brent und Shane Kinsman, Joy Lauren, Eva Longoria, Kyle MacLachlan, Shawn Pyfrom, Doug Savant, Dougray Scott, Nicollette Sheridan, John Slattery und Brenda Strong
Entourage
Rhys Coiro, Kevin Connolly, Kevin Dillon, Jerry Ferrara, Adrian Grenier, Rex Lee, Jeremy Piven und Perrey Reeves
Ugly Betty
Alan Dale, America Ferrera, Christopher Gorham, Mark Indelicato, Ashley Jensen, Judith Light, Eric Mabius, Becki Newton, Ana Ortiz, Tony Plana, Rebecca Romijn, Michael Urie und Vanessa Lynn Williams

### Bestes Stuntensemble
24
Heroes
Lost
Rom (Rome)
The Unit – Eine Frage der Ehre (The Unit)

## Preis für das Lebenswerk
Charles Durning